# Aemilian Angermayr

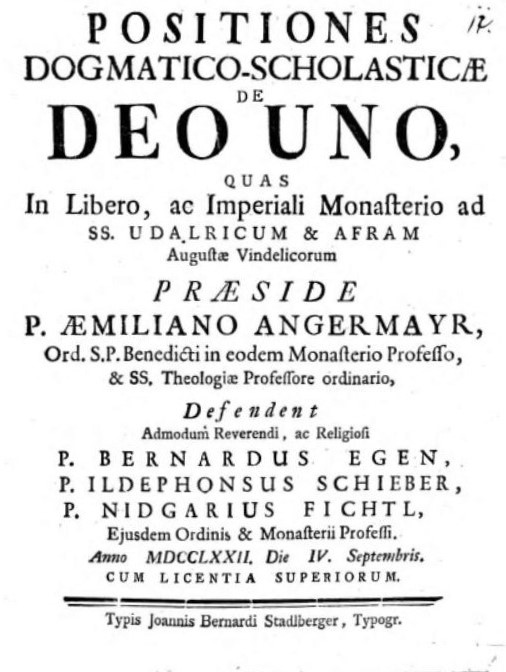
Titelblatt von Angermayrs Buch Positiones (Augsburg 1772)

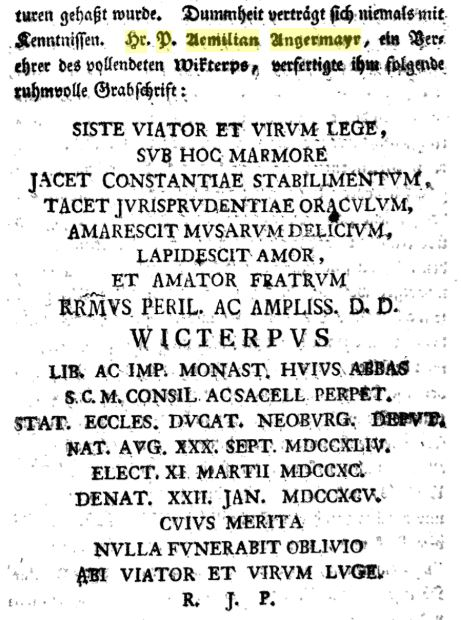
Von Angermayr verfasste Inschrift für das Grab des Abtes von St. Ulrich und Afra, Wikterp Grundtner (1744–1795)

Aemilian Angermayr, auch Emil Angermayr (* 3. Mai  1735 in Pleinfeld; † 9. Mai  1803 in Augsburg), war ein deutscher römisch-katholischer Theologe, Benediktiner-Mönch und Komponist.

## Leben und Werk
Aemilian Angermayr wurde im Mai 1735 in der mittelfränkischen Marktgemeinde Pleinfeld geboren. Über seine Herkunftsfamilie und seine Jugendjahre ist nichts bekannt. Er studierte Theologie in Wien, Neuburg an der Donau und bei den Dominikanern in Augsburg. Im Jahr 1754 trat er in Augsburg als Novize in das Benediktinerkloster Sankt Ulrich und Afra ein, legte dort am 13. November 1755 sein Ordensgelübde ab und feierte am 14. Oktober 1759 sein erstes Messopfer.
Von 1768 bis 1772 wirkte Pater Aemilian als Professor für Dogmatik in Augsburg. In den Jahren 1774 bis 1777 lehrte er als Theologie-Professor am Benediktinerstift St. Mang in Füssen und kehrte danach wieder als Leiter der Religiosen an das Stift St. Ulrich nach Augsburg zurück.
Angermayr veröffentlichte mehrere Bücher und theologische Schriften, die Anfang der 1760er und 1770er Jahre in Augsburg und Füssen erschienen. Für den Augsburger Abt Wikterp Grundtner (1744–1795), den er verehrte, verfasste er 1795 die Grabinschrift.
Angermayr war zudem der Musik sehr zugetan. Es heißt, „seine treffliche Bildung in der Musik besonders auf dem Violin und in den Wissenschaften“ habe er „dem Seminarium in Neuburg zu verdanken“. Angermayr komponierte selbst einige religiöse musikalische Werke, die jedoch lange wenig beachtet blieben.
Erst 2012 wurde sein Ave splendens für Tenor und Orchester von dem Augsburger Chor „Musica Suevia“ in der Reihe Musikraritäten Augsburger Klosterkomponisten erstmals aufgeführt.
Im Augsburger Kloster St. Ulrich und Afra lebte Angermayr bis zur Säkularisation im Dezember 1802 und zählte zu dessen letzten Bewohnern. Angermayrs Mitbruder, der Kirchenhistoriker Placidus Braun, berichtet in seinem Werk Geschichte der Kirche und des Stiftes der Heiligen Ulrich und Afra in Augsburg, dass die Mönche auch in der Folgezeit – dem Aufruf ihres ehemaligen Abtes Gregor entsprechend – weiterhin in einem brüderlichen Verein lebten, die klösterliche Ordnung beobachteten, Gottesdienste abhielten und sich der Seelsorge widmeten.
Nur wenige Monate nach der Auflösung des Klosters starb Pater Aemilian Angermayr kurz nach Vollendung seines 68. Lebensjahres am 9. Mai 1803 in Augsburg.

## Begegnung mit Mozart
Bekannt und über die Jahrhunderte hinweg in verschiedenen Veröffentlichungen über Mozarts Leben immer wieder erwähnt wurde Pater Angermayr wegen seines Zusammentreffens mit dem jungen Wolfgang Amadeus Mozart im Oktober 1777, der mit seiner Mutter und seiner Cousine Maria Anna Thekla Mozart das Kloster St. Ulrich und Afra kurz nach Angermayrs Rückkehr nach Augsburg besuchte. Bei dieser denkwürdigen Begegnung war Pater Angermayr Mozarts Berichten zufolge schnell angetrunken, und die Herren amüsierten sich beim gemeinsamen Singen anstößiger Lieder. Es kam dabei laut Mozart auch zu „Anzüglichkeiten“ des Paters gegenüber der jungen Frau, die sie sich gefallen ließ. Mozart äußerte sich danach in einem Brief an seinen Vater Leopold vom 17. Oktober 1777 spöttisch und herablassend: „P: Emilian…ein hofärtiger Esel und ein einfältiger Wizling seiner Proffeßion, war gar herzig.“

## Werke (Auswahl)
Schriften
- Aemilian Angermayr, Joachim Kurz, Benno Gelterle und Caelestin Ord: Disputatio thomistico-theologica de doctrino et angelis iuxta mentem divi Thomae Aquinatis. Augsburg 1760.
- Aemilian Angermayr, Dominicus Reichardt, Caelestin Ord und Benno Gelterle: Doctrina Christiana moralis antiquior, proin et verior, sanior, ac probabilior … ex prima secundae Summae D. Thomae Aquinatis … exposita. Fetscher, Augsburg 1761. Online
- Disputatio finalis thomistica consignata mente, & doctrina Thomae Aquinatis Angelici, & quinti ecclesiae doctoris ex tractatibus dogmatico, scholastico theologicis de prolegomenis theologiae, deo uno, attributis, et de ineffabili dominicae incarnationis mysterio. Augsburg 1762.
- Positiones theologicae de sacramentis in genere, et de baptismo, ac confirmatione in specie. Augsburg 1771.
- Positiones dogmatico-scholasticae de Deo uno. Augsburg 1772. Online
- Aemilian Angermayr, Joachim Kurz, Benno Gelterle und Caelestin Ord: Positiones dogmatico scholastica de locis theologicis. Augsburg 1772.

Kompositionen
- Salve regina in G-Dur[9]
- Ave splendens für Tenor und Orchester